# Ryan Gravenberch
Ryan Jiro Gravenberch (sinh ngày 16 tháng 5 năm 2002) là một cầu thủ bóng đá chuyên nghiệp người Hà Lan hiện đang thi đấu ở vị trí tiền vệ cho câu lạc bộ Premier League Liverpool và đội tuyển bóng đá quốc gia Hà Lan.

## Đời tư
Gravenberch sinh ra ở Hà Lan và là người gốc Suriname. Anh trai của Gravenberch, Danzell Gravenberch, cũng là một cầu thủ bóng đá chuyên nghiệp.

## Thống kê sự nghiệp

### Câu lạc bộ
Tính đến 4 tháng 3 năm 2023.
| Câu lạc bộ          | Mùa giải            | Giải vô địch        | Giải vô địch | Giải vô địch | Cúp  | Cúp | Châu lục | Châu lục | Khác | Khác | Tổng cộng | Tổng cộng |
| Câu lạc bộ          | Mùa giải            | Hạng đấu            | Trận         | Bàn          | Trận | Bàn | Trận     | Bàn      | Trận | Bàn  | Trận      | Bàn       |
| ------------------- | ------------------- | ------------------- | ------------ | ------------ | ---- | --- | -------- | -------- | ---- | ---- | --------- | --------- |
| Jong Ajax           | 2018–19             | Eerste Divisie      | 27           | 2            | —    | —   | —        | —        | —    | —    | 27        | 2         |
| Jong Ajax           | 2019–20             | Eerste Divisie      | 17           | 6            | —    | —   | —        | —        | —    | —    | 17        | 6         |
| Jong Ajax           | Tổng cộng           | Tổng cộng           | 44           | 8            | —    | —   | —        | —        | —    | —    | 44        | 8         |
| Ajax                | 2018–19             | Eredivisie          | 1            | 0            | 1    | 1   | 0        | 0        | —    | —    | 2         | 1         |
| Ajax                | 2019–20             | Eredivisie          | 9            | 2            | 2    | 1   | 1        | 0        | 0    | 0    | 12        | 3         |
| Ajax                | 2020–21             | Eredivisie          | 32           | 3            | 4    | 1   | 11       | 1        | —    | —    | 47        | 5         |
| Ajax                | 2021–22             | Eredivisie          | 30           | 2            | 3    | 1   | 8        | 0        | 1    | 0    | 42        | 3         |
| Ajax                | Tổng cộng           | Tổng cộng           | 72           | 7            | 10   | 4   | 20       | 1        | 1    | 0    | 103       | 12        |
| Bayern Munich       | 2022–23             | Bundesliga          | 14           | 0            | 2    | 1   | 6        | 0        | 1    | 0    | 23        | 1         |
| Tổng cộng sự nghiệp | Tổng cộng sự nghiệp | Tổng cộng sự nghiệp | 130          | 15           | 12   | 5   | 26       | 1        | 2    | 0    | 170       | 21        |

### Quốc tế
Tính đến 25 tháng 9 năm 2022.
| Đội tuyển quốc gia | Năm       | Trận | Bàn |
| ------------------ | --------- | ---- | --- |
| Hà Lan             | 2021      | 10   | 1   |
| Hà Lan             | 2022      | 1    | 0   |
| Tổng cộng          | Tổng cộng | 11   | 1   |

Kể từ trận đấu diễn ra vào ngày 6 tháng 6 năm 2021. Tỷ số của Hà Lan được liệt kê đầu tiên, cột tỷ số cho biết tỷ số sau mỗi bàn thắng của Gravenberch.
| # | Ngày               | Địa điểm                           | Số trận | Đối thủ | Bàn thắng | Kết quả | Giải đấu |
| - | ------------------ | ---------------------------------- | ------- | ------- | --------- | ------- | -------- |
| 1 | 6 tháng 6 năm 2021 | De Grolsch Veste, Enschede, Hà Lan | 5       | Gruzia  | 3–0       | 3–0     | Giao hữu |

## Danh hiệu
Ajax
- Eredivisie: 2018–19, 2020–21, 2021–22
- KNVB Cup: 2018–19, 2020–21

Bayern Munich
- Bundesliga: 2022–23
- DFL-Supercup: 2022

Liverpool
- Premier League: 2024–25
- EFL Cup: 2023–24

U-17 Hà Lan
- UEFA European Under-17 Championship: 2018